# سیارک ۲۷۸۱۰
سیارک ۲۷۸۱۰ (به انگلیسی: 27810 Daveturner، نامگذاری:1993OC2) بیست و هفت هزار و هشتصد و دهمین سیارک کشف شده‌است که در ۲۳ ژوئیه ۱۹۹۳ کشف شد.